# IC 280
IC 280 bezeichnet im New General Catalogue vier scheinbar dicht beieinander liegende Sterne im Sternbild Perseus am Nordsternhimmel. Der Katalogeintrag geht auf eine Beobachtung des US-amerikanischen Astronomen Lewis A. Swift am 27. Oktober 1888 zurück.